# Samczyńce
Samczyńce (ukr. Самчинці, Samczynci) – wieś na Wołyniu, w rejonie starokonstantynowskim, w obwodzie chmielnickim. Parafia katolicka św. Marii Magdaleny, należąca do dekanatu murafskiego.
Samczynce były wsią starostwa bracławskiego położoną w pierwszej połowie XVII wieku w województwie bracławskim.
Miejsce urodzenia Konstantego Podgórskiego. Gospodarstwo Rotaryuszów, zarządzane przez panią Podstolinę, opisane zostało w pierwszym rozdziale książki Mariana Dubieckiego Na kresach i za kresami.

## Zabytki
- murowany piętrowy dom[4]. Zniszczony jesienią roku 1917.[5]